# Едогава Рампо
Хирай Таро (на японски: 平井 太郎) е японски литературен критик и изтъкнат писател, автор на произведения в жанровете криминален роман и разказ, сред основателите на полицейския роман в Япония. Пише под псевдонима Едогава Рампо (на японски: 江戸川 乱歩).

## Биография и творчество
Хирай Таро е роден на 21 октомври 1894 г. в Набари, Мие, Япония. Дядо му е бил самурай на служба в княжеството Цу. Когато е 2-годишен, семейството му се мести в Нагоя. От малък е любител на криминалните романи, особено на писателите Едгар Алън По и Артър Конан Дойл. През 1916 г. завършва икономика в университета „Васеда“. Като студент прави преводи на западни автори на криминални истории.
След дипломирането си работи временни работи като продавач в книжарница, редактиране на вестници и изготвяне на карикатури.
През 1923 г. дебютира с разказа „Ni-sen Dōka“ (Медна монета от 2 сена). Използва псевдонима Едогава Рампо, като перифраза на името на Едгар Алън По.
Първият му роман „Issun-bōshi“ (Джуджето) от поредицата „Частен детектив Акечи Когоро“ е публикуван през 1926 г. Главният герой, младият частен детектив Акечи Когоро, е от малцината, които успяват да разкрият и най-заплетените престъпления. Той е представен като денди, в кимоно и с разрошена коса, заобиколен от книги, и решаващ казусите по-скоро на основата на психологически анализ, а не на материални доказателства. Произведенията от поредицата имат многобройни екранизации.
В по-късните произведения от поредицата насочени към юношеската аудитория, детективът Акечи Когоро, заедно с младия си помощник Кобаяши, стават ръководители на група млади хора, наречени „Детективски клуб на момчетата“ (Shōnen tantei dan).
С избухването на Втората световна война произведенията му започнат да се цензурират, а той пише под различни псевдоними истории за детективи и убийци в съответствие с военната обстановка. През февруари 1945 г. семейството му се евакуира в Икебукуро в покрайнините на Токио.
След войната писателят отделя големи усилия за популяризирането на криминалната литература. През 1946 г. подкрепя създаването на ново списание за криминални автори, а през 1947 г. основава авторския клуб на авторите на криминални произведения, по-късно станал Асоциация на писателите на криминални романи на Япония. Пише много статии за историята на японската, европейската и американската криминална литература.
През 50-те години голяма част от произведенията му са преведени на английски език, с което става популярен в западния свят.
В напреднала възраст страда от атеросклероза и болестта на Паркинсон. Хирай Таро умира от инсулт на 28 юли 1965 г. в Икебукуро, Токио, Япония. Погребан е в гробището Тама във Фучу, близо до Токио.
Той е основава, а по-късно на него е именувана, японска литературна награда за автори на криминални романи в размер на 10 млн. йени (днес) и права за публикуване, която е връчвана от 1955 г. всяка година.

## Произведения

### Самостоятелни романи и повести
- パノラマ島奇談 Panorama-tō Kidan (1926)
- 湖畔亭事件 Kohan-tei Jiken (1926)
- 闇に蠢く Yami ni Ugomeku (1926 – 27)
- 陰獣 Injū (1928)
Чудовище в мрака в сб. „Японски детектив”, изд.: „Народна младеж“, София (1984), прев. Дора Барова
- 孤島の鬼 Kotō no Oni (1929 – 30)
- 盲獣 Mōjū (1931)
- 白髪鬼 Hakuhatsu-ki (1931 – 32)
- 地獄風景 Jigoku Fūkei (1931-32)
- 恐怖王 Kyōfu Ō (1931-32)
- 妖虫 Yōchū (1933-34)
- 大暗室 Dai Anshitsu (1936)
- 幽霊塔 Yūrei tō (1936)
- 偉大なる夢 Idainaru Yume (1943)
- 十字路 Jūjiro (1955)
- ぺてん師と空気男 (1959)

### Серия „Частен детектив Акечи Когоро“
- 一寸法師 Issun-bōshi (1926)
- 蜘蛛男 Kumo-Otoko (1929)
- 猟奇の果 Ryōki no Hate (1930)
- 魔術師 Majutsu-shi (1930)
- 吸血鬼 Kyūketsuki (1930)
- 黄金仮面 Ōgon-kamen (1930)
- 黒蜥蜴 Kuro-tokage (1934)
- 人間豹 Ningen-Hyō (1934)
Черния гущер, изд. „Слънце“ (2018), прев. Дора Барова
- 悪魔の紋章 Akuma no Monshō (1937)
- 暗黒星 Ankoku-sei (1939)
- 地獄の道化師 Jigoku no Dōkeshi (1939)
- 化人幻戯 Kenin Gengi (1954)
- 影男 Kage-otoko (1955)

#### Разкази и новели към серията
- D坂の殺人事件 D-zaka no satsujin jiken (1925)
- 心理試験 Shinri Shiken (1925)
- 黒手組 Kurote-gumi (1925)
- 幽霊 Yūrei (1925)
- 屋根裏の散歩者 Yaneura no Sanposha (1925)
- 何者 Nanimono (1929)
- 怪人二十面相 Kaijin ni-jū Mensō (1936)
- 少年探偵団 Shōnen Tantei-dan (1937)
- 兇器 Kyōki (1954)
- 月と手袋 Tsuki to Tebukuro (1955)

### Разкази (частично)
- 二銭銅貨 Ni-sen Dōka (1923)
- 二癈人 Ni Haijin (1924)
- 双生児 Sōseiji (1924)
- 赤い部屋 Akai heya (1925)
Червената стая, списание. „Съвременник“ (2009), прев. Дора Барова
- 白昼夢 Hakuchūmu (1925)
- 人間椅子 Ningen Isu (1925)
Човекът – стол, списание. „Съвременник“ (2009), прев. Дора Барова
- 踊る一寸法師 Odoru Issun-bōshi (1926)
- 毒草 Dokusō (1926)
- 火星の運河 Kasei no Unga (1926)
- お勢登場 Osei Tōjō (1926)
- 鏡地獄 Kagami-jigoku (1926)
- 芋虫 Imomushi (1929)
- 押絵と旅する男 Oshie to Tabi-suru Otoko (1929)
- 目羅博士の不思議な犯罪 Mera Hakase no Fushigi na Hanzai (1931)
- 断崖 Dangai (1950)
- 防空壕 Bōkūgō (1955)

### Екранизации
- 1927 Issun-boshi
- 1948 Issun-boshi
- 1948 Yûreitô
- 1950 Hyôchû no Bijo
- 1954 Meitantei Akechi Kogoro shirizu: Seido no majin daichibu – сюжет
- 1954 Kaijin nijumenso
- 1955 Meitantei Akechi Kogoro shirizu: Seido no majin dainibu Nazo no yakodokei – сюжет
- 1955 Meitantei Akechi Kogoro shirizu: Seido no majin daisanbu Kyofu no tenshukaku – сюжет
- 1955 Meitantei Akechi Kogoro shirizu: Seido no majin kanketsuhen Ketto jishi ke shima – сюжет
- 1955 Issun bôshi
- 1956 Shi no jûjiro
- 1956 Shonen tanteidan: Yokai hakase
- 1956 Shonen tanteidan: Nijumenso no akuma
- 1956 Shonen tanteidan: Daiichibu yokaihakushi
- 1957 Shonen tanteidan: Yako no majin
- 1957 Shonen tanteidan: Tetto no kaijin
- 1957 Shonen tanteidan: Nijumenso no fukushu
- 1957 Shonen tanteidan: Kabutomushi no yoki
- 1958 Satsujinki: Kumo-otoko
- 1958 Shonen tanteidan: Tomei kaijin
- 1958 Shonen tanteidan: Kubinashi-otoko
- 1958 Kumo-otoko no gyakushû
- 1959 Shura zakura
- 1959 Shonen tanteidan: Teki wa genshisenkoutei
- 1962 Kurotokage
- 1968 Wanpaku tanteidan – ТВ сериал
- 1968 Kuro tokage
- 1969 Môjû
- 1969 Kyôfu kikei ningen: Edogawa Rampo zenshû – по „Panorama-tô kitan“
- 1970 Yane-ura no sanpo-sha – сюжет
- 1975 Shounen tanteidan BD7 – ТВ сериал, сюжет
- 1976 Edogawa Ranpo ryôki-kan: Yaneura no sanposha – по „Yaneura no sanposha“
- 1977 Edogawa Rampo no injû
- 1979 Hôseki no bijo: Edogawa Ranpo Hakuhatsuki yori – ТВ филм, по „Hakuhatsuki“
- 1993 Yaneura no sanposha – по „Yaneura no sanposha“
- 1994 Rampo
- 1994 Meitantei Akechi Kogorô: Jigoku no dôkeshi – ТВ филм,
- 1994 Edogawa Rampo gekijo: Oshie to tabisuru otoko
- 1995 Meitantei Akechi Kogorô 2: Kyûketsu kamakiri – ТВ филм, по „Keningengi“
- 1995 Hitodenashi no koi
- 1996 Meitantei Akechi Kogorô 3: Ankokusei – ТВ филм, по „Ankokusei“
- 1997 Ningen isu
- 1998 D-Zaka no satsujin jiken
- 1999 Meitantei Akechi Kogorô 4: Kyûketsuki – ТВ филм,
- 1999 Sôseiji – по „Sôseiji: Aru shikeishû ga kyôkaishi ni uchiaketa hanashi“
- 2001 Môjû tai Issunbôshi – по „Issunbôshi“ и „Môjuu“
- 2005 Ranpo jigoku
- 2007 Ningen-isu – по „Ningen-isu“
- 2007 Yaneura no sanposha – по „Yaneura no sanposha“
- 2008 Inju, la bête dans l'ombre – по „Injû“
- 2010 Shitsuren satsujin
- 2015 D zaka no satsujin jiken
- 2015 Kurotokage – ТВ филм
- 2016 1925-nen no Akechi Kogorô – ТВ минисериал
- 2016 Yaneura no sanposha
- 2016 The Making of 'Yaneura no sanposha' – документален
- 2016 Edogawa Rampo Short Stories II Drama Special 2016 – ТВ минисериал, по разказите му